# Arbeidsorde
L'Arbeidsorde est une ancienne association syndicale flamande liée au Vlaams Nationaal Verbond (VNV) de Staf de Clercq. Fondée le 28 novembre 1936 comme contrepartie flamingante aux piliers sociaux de l'époque qu'étaient les syndicats chrétiens, ouvriers et libéraux, elle fut suspendue en 1940 comme les autres syndicats par l'occupant allemand et intégrée à l'Union des Travailleurs manuels et intellectuels. Ses présidents furent Victor Leemans (1936-1940) et Karel Lambrechts (1940).

## Historique

### Fondation
Le mouvement flamand a à travers son histoire tenté à plusieurs reprises de créer son propre pilier social. Ainsi, en 1929, apparait le Vlaams Nationaal Vakverbond. Ce syndicat fut rapidement dissout à la suite de dissensions internes. De cette division naquit en 1933 le Verbond van National Arbeiderssyndicaten (VNA) puis le Vlaams Nationaal Syndicaat (VNS) en 1933 et finalement l'Arbeidsorde en 1936.
L'Arbeidsorde fut un mouvement dans lequel les organisations sociales du VNV et de Rex-Flandres se rassemblèrent pour défendre la place du travailleur (et du travail en général) dans un cadre de droite radicale. 
L'union avec Rex fut de courte durée, rendu impossible par le rapprochement entre le VNV et le Katholieke Vlaamse Volkspartiij.
L'objectif initial de Victor Leemans fut "de donner forme à l'activité globale du peuple dans, littéralement, un Ordre du Travail, soutenu par une camaraderie vraie" et par conséquent une concentration apolitique d'organisations sociales du KVV et VNV.

### Vers un syndicat unique
Le syndicat est rapidement devenu un instrument dans le combat pour une reconnaissance politique du VNV. Tout comme ce parti politique aspirait à l'autocratie, l'Arbeidsorde voulait obtenir le monopole des organisations de travailleurs. La nomination de son président, Victor Leemans, en août 1940 comme secrétaire-général des affaires économiques créa de grandes attentes. À l'intérieur de l'Arbeidsorde même, disparut avec la nomination du chef du VNS Karel Lambrechts, la distinction théorique entre les 2 syndicats.
Le 15 août 1940, celui-ci demanda dans une note à l'occupant le monopole sur le syndicalisme. Malgré l'absorption de quelques petits syndicats flamingants dans la structure de l'Arbeidsorde et des négociations échouées avec quelques composantes des syndicats chrétiens et socialistes, il affirme que l'Arbeidsorde compte environ 250.000 membres. Un chiffre volontairement exagéré, au début 1941, il compte en effet seulement 6000 membres cotisants.
L'occupant allemand ne considéra pas l'Arbeidsord comme "aktionsfähig" (Prêt à l'action) pour former une structure syndicale unique et l'a forcé à rejoindre l'Union des Travailleurs manuels et intellectuels (UTMI). L'Arbeidsorde acquit ainsi un pouvoir disproportionné par rapport au nombre de ses membres. Par la centralisation effective des centrales de syndicats durant l'année 1941, d'anciens membres de l'Arbeidsorde obtiennent des postes-clefs. Cette mainmise fut renforcée après la nomination de Victor Grauls (VNV) pour succéder à Edgard Delvo à la tête de l'UTMI en mars 1942.

### Héritage idéologique
Dans la Belgique d'après-guerre, une nouvelle tentative de formation d'un syndicat nationaliste fut faite avec la création du Vlaams Arbeisdfront le 21 avril 1954 sous l'impulsion d'Herman Wagemans, figure de la Christelijke Vlaamse Volksunie.

## Source
- (nl) Cet article est partiellement ou en totalité issu de l’article de Wikipédia en néerlandais intitulé « Arbeidsorde » (voir la liste des auteurs).